# Intars Busulis
Intars Busulis (Talsi, 2 de mayo de 1978) es un músico, cantante y trombonista letón, ganador de numerosos concursos. Intars Busulis está casado y tiene dos hijos.

## Carrera
Su carrera musical se inició en relación con su hermana cantando la canción "Ūsainā puķe". En 2007, Intars Busulis con la canción Гонки (terraza), participó en el concurso Eirodziesma. Tras recibir 16 676 votos de los espectadores la canción se colocó en el 22.º lugar. En 2009, Intars Busulis, con la canción "Sastrēgums", ganó el Eirodziesma. y la versión en ruso, "Probka" (Пробка), representó a Letonia en el Festival de la Canción de Eurovisión 2009, que se celebró en Moscú. La canción no pasó a la final quedando en el último lugar de las preferencias europeas.

## Discografía

### Álbumes
- Shades of Kiss (2005)
- Kino (2008)
- AKTs (2010)
- CitāC (2013)

### Sencillos
| 2005 | "Gaidīšanas serenāde  | 16 |
| 2005 | "Nāc man līdz"        | 17 |
| 2007 | "Ar zvaigžņu gaismu"  | 11 |
| 2007 | "Gonki"               | 16 |
| 2008 | "Davai"               | 1  |
| 2008 | "Ceļš"                | 2  |
| 2008 | "Brīvdiena"           | 2  |
| 2008 | "Skuchaesh' naprasno" | 11 |
| 2009 | "Zīmēšana"            | 2  |
| 2009 | "Probka"              | 3  |